# Stylopage haploe
Stylopage haploe är en svampart som beskrevs av Drechsler 1935. Stylopage haploe ingår i släktet Stylopage och familjen Zoopagaceae.   Inga underarter finns listade i Catalogue of Life.